# Stade Pierre-Fabre
Das Stade Pierre-Fabre ist ein Stadion in der französischen Stadt Castres im Département Tarn. Es befindet sich an der Rue de Bisséous inmitten eines Wohnviertels nordöstlich des Stadtzentrums. Die Anlage ist die Heimspielstätte des Rugby-Union-Vereins Castres Olympique, der in der obersten Liga Top 14 vertreten ist. Das Stadion bietet Platz für 12.300 Zuschauer, davon 10.144 auf Sitzplätzen.
Das Stadion wurde am 9. September 2017 in Stade Pierre-Fabre umbenannt. Der in Castres geborene Pierre Fabre (1926–2013) war der Gründer des Pharmazie- und Kosmetikunternehmens Laboratoires Pierre Fabre. Fabre war von 1988 bis zu seinem Tod Besitzer und Geldgeber der Castres Olympique und führte ihn bis in die höchste französische Spielklasse mit zwei Meistertiteln 1993 und 2013.